# NGC 1041
NGC 1041 è una galassia lenticolare situata nella costellazione della Balena, a una distanza di circa 330 milioni di anni luce dalla nostra Via Lattea.

## Scoperta
La galassia è stata scoperta il 17 novembre 1881 dall'astronomo francese Édouard Stephan.

## Descrizione
Data la sua luminosità superficiale pari a 14,16, NGC 1041 può essere classificata come una galassia a bassa luminosità superficiale (nella letteratura in lingua inglese abbreviata in LSB, acronimo di Low Surface Brightness). Le galassie LSB sono galassie di tipo diffuso (D) con una luminosità superficiale inferiore di almeno una magnitudine a quella del cielo notturno circostante.